# 樹海村
『樹海村』（じゅかいむら、英題：SUICIDE FOREST VILLAGE）は、2021年2月5日公開の日本のホラー映画。

## 概要
『犬鳴村』に続く「実録！恐怖の村シリーズ」第2弾となる作品で、“入ったら生きては出られない”と噂される富士の樹海を舞台としている。監督は『犬鳴村』に引き続いて清水崇、主演は山田杏奈と山口まゆ。

## あらすじ
部屋に篭り他人と関わろうとしない少女・天沢響は、姉の鳴によって友人である阿久津輝とその恋人・片瀬美優の引越しの手伝いに連れ出されてしまう。響が新居の床下を見つめることを不思議に思った輝は、床下に入って謎の“箱”を発見する。鳴の彼氏である鷲尾真二郎によって呪いの箱の疑いがかかった“箱”は、様子を見に来た小宅（おやけ）という男によって処分されることになるが、彼は新居を離れようとした直後にトラックに撥ねられてしまう。その後、美優は引越し作業中に怪我を負って入院することになっており、妊娠していた子供を流産してしまった。
身の回りで続けて起こった不幸が“箱”のせいだと考えた5人は、真二郎の父である寺の住職にお祓いを依頼し、その晩は寺に一泊することになる。眠れない響が寺の中を歩いていると、住職が“箱”に向かって経を唱え続けている様子に出くわすが、その様子は芳しくなかった。
翌日、響は樹海で行方不明になったYouTuber・アキナのファン仲間と共に樹海へと入っていくが、仲間の1人の足に絡みついた樹木が不気味に蠢いていることに気付いて逃げ出し、さらに夜には“箱”が現れるおぞましい悪夢に苛まれてしまう。その頃、真二郎の実家である寺は炎に包まれていた。
日が昇り、4人は怪我を負った真二郎を見舞うが、病室に刑事が現れて証拠である監視カメラの映像を見ることになる。そこには“箱”を持ち出して火をつける響の姿が映っていた。医師の野尻によって統合失調症と診断された響は入院することになり、鳴は友人達から拒絶されてしまう。消沈する鳴が響と面会すると、彼女は「“箱”が置かれた家は家系が絶える」「ある女性が子供を守るため、“箱”を樹海に戻しに行って犠牲になった」と話し、それを13年前に亡くなったはずの母・琴音から聞いたと言う。
後日、響と鳴の祖母が急死し、美優は謎の赤ん坊の声を追って行方不明になっていた。悲しみに暮れる鳴が、幼い頃に“箱”と出会っていた記憶の夢から覚めると、いるはずのない響から美優に異変が起きた事を知らされる。輝のもとに向かった鳴は、スマホのGPSアプリを使って美優が樹海にいることを突き止め、駆けつけていた真二郎と3人で樹海へと向かう。しかし、美優のスマホを持っていたのは樹海をパトロールする出口と中田だった。出口は夜の樹海が危険であることを忠告すると共に、かつて樹海では人減らしのために多くの人間が捨てられていたことを明かし、3人は引き返すことになる。帰路の途中、真二郎は父が死に際にお祓いの失敗を謝罪していたことを明かす。
明くる日、再び鳴が響に面会しに行くと、彼女は大量の霊の存在を感じ続けており、自分や姉に死が迫っていると恐怖していた。帰り際に輝や真二郎と一緒に会った野尻はおかしな発言を残したかと思うと、直後に左手の薬指を切り落として病院の上階から飛び降り自殺を行い、輝はそれに直撃して2人とも死んでしまう。翌朝には、美優が樹海の樹木に埋まって死んだ姿で発見され、真二郎は包丁で自身の首を切り裂いてしまう。真二郎が搬送された病院で出口と再会した鳴が“箱”について尋ねると、“箱”は樹海に捨てられそこに“村”を作った人間達の呪いであるという。さらに、出口は樹海で幼い姉妹を保護したことを思い出し、その妹が樹海で“村”を見たのではないかと推測していた。
出口に保護された姉妹が自分達であると気付いた鳴は、響の部屋を捜索し、“村”への道筋と“箱”の置き場所を示す絵を発見する。スマホで絵を一通り撮影し終えると、鳴の背後には“箱”が出現していた。鳴が昼間の樹海に入り“箱”を“村”に戻し終えると、目の前に樹海で彷徨うアキナと彼女のファン一行が現れる。一行は樹海の外に繋がる命綱を見つけたと歓喜しているが、その先では一行の死体が樹木に括り付けられており、無残な光景を見た鳴は気絶してしまう。
霊がひしめく夜の“村”で目を覚ました鳴の手足は縛り付けられており、輝と美優の霊が鳴の左手の薬指を切断しようとしていた。そこに琴音の霊が現れて切断役を代わると、彼女は鳴の薬指を切断する振りをして自身の小指を切断して霊達に差し出し、霊の注意が逸れた隙に拘束を解いて鳴を連れ出し逃げ始める。途中、地面にできた穴に落ちてしまった鳴は幼い頃の記憶を思い出し、かつての琴音も今自分がいる穴に落ちてしまったことを知る。
一方で、霊達は鳴の逃亡に気付き彼女を追って来ていた。落下の際に足を痛めてしまった鳴は逃げることができないでいたが、間一髪のところで響が現れる。彼女は病室で霊の攻撃を受けながらも、鳴を助けるため生霊を飛ばしてきたのだ。霊から逃げていると、周囲が不自然に静かになり、鳴が耳鳴りに襲われ、響は「私を呼んでる」と“村”に向かい始めてしまう。鳴は響を引きとめようとするが、掴んだ左手には先程まであったはずの薬指がなかった。その身を差し出した響は大量の霊に抱きつかれて巨大な樹木と化していき、鳴は1人樹海から解放される。
後日、幸せそうに暮らす幼い少女「わしお ねね」が、一緒に遊んでいた誰かを探している。彼女は声をかける母と父に構わず車庫に入り「ひびきちゃん」と名前を呼ぶが、その目の前には“箱”が置かれていた。

## キャスト
天沢響（あまさわ ひびき）
演 - 山田杏奈
主人公。不登校の少女。幼い頃から霊感があり、霊の姿や声が聞こえる他、知人の危険を感じ取ることがある。
天沢鳴（あまさわ めい）
演 - 山口まゆ
もう1人の主人公。響の姉。オカルトを全く信じていないようで、おかしな言動を繰り返す響を疎ましく感じており、冷淡に接してしまう。
阿久津輝（あくつ てる）
演 - 神尾楓珠
天沢姉妹の友人。恋人の美優と暮らす新居の床下から“箱”を発見する。
鷲尾真二郎（わしお しんじろう）
演 - 倉悠貴
天沢姉妹の友人。鳴の彼氏。実家で住職をする父の手で“箱”をお祓いしてもらうことを提案する。
自身の首を横一文字に切り付けて搬送され、手術が始まった以降の安否は不明だが、ミッドクレジットシーンに同様の傷跡がある男性が少女「わしお ねね」の父親として登場する。
片瀬美優（かたせ みゆ）
演 - 工藤遥
天沢姉妹の友人。輝の彼女。“箱”に触れて間もなく吐き気を催し、後に怪我を負って流産となる。
アキナ
演 - 大谷凜香
YouTuberの女性。樹海探索の生配信中に危険を感じて戻ろうとするが、樹海の外に繋がる命綱がなぜか死体に括りつけられており、配信が途絶えて行方不明になる。
野尻雄二
演 - 塚地武雅（ドランクドラゴン）
精神科の医師。放火の罪で捕まった響の担当になり、彼女を統合失調症と診断する。
鷲尾弓子
演 - 黒沢あすか
真二郎の母。お祓いのためにやってきた真二郎の友人達を歓迎する。
鷲尾良道
演 - 高橋和也
真二郎の父。寺の住職で、持ち込まれた“箱”のお祓いを試みる。
中田亜子
演 - 山下リオ
樹海をパトロールする女性。かつて樹海に向かい、出口に保護されたことがある。
天沢琴音
演 - 安達祐実
響と鳴の母親。13年前に亡くなっている。
天沢唯子
演 - 原日出子
響と鳴の祖母。姉妹と共に暮らしている。
出口民綱
演 - 國村隼
樹海をパトロールする男性。中田や幼い姉妹を保護した過去がある。
伊東美弥子（たゆ）
演 - 日置有紀

## スタッフ
- 監督：清水崇
- 脚本：保坂大輔、清水崇
- 音楽：大間々昂
- 主題歌：CHiCO with HoneyWorks「鬼ノ森」（ミュージックレイン）[5]
- 製作：村松秀信、平野隆、與田尚志、藤田浩幸、佐野真之、丸橋哲彦、吉村和文、福田剛紀、後藤明信、檜原麻希、舛田淳、高倉喜仁
- 企画・プロデュース：紀伊宗之
- プロデューサー：高橋大典、中林千賀子、三宅はるえ
- 撮影：福本淳
- 照明：市川徳充
- 美術：寒河江陽子
- 録音：西山徹
- 編集：鈴木理
- 装飾：中澤正英
- 衣装：小磯和代
- ヘアメイク：梅原さとこ
- 特殊スタイリスト：百武朋
- VFXスーパーバイザー：鹿角剛
- 音響効果：赤澤勇二
- 助監督：毛利安孝
- 制作担当：高橋輝光、桑原学
- 配給：東映
- 制作プロダクション：ブースタープロジェクト
- 製作：「樹海村」製作委員会（東映、TBSテレビ、東映ビデオ、電通、アスミック・エース、山陽鋼業、ブースタープロジェクト、ダイバーシティメディア、全日本プロレス、竹書房、ニッポン放送、LINE、DLE）

## コミカライズ
『月刊コミックジーン』 (KADOKAWA)にて2020年12月号から2021年3月号まで連載された。作画はゆとと。
- ゆとと（漫画）、保坂大輔・清水崇（脚本）『樹海村』KADOKAWA〈MFコミックス ジーンシリーズ〉、2021年2月25日発売[8]、ISBN 978-4-04-680150-0

## 地元の反応
撮影については「自殺を助長する恐れがある」として青木ヶ原樹海での撮影が山梨県から却下され、静岡県富士宮市や裾野市で行われた。樹海は裾野市の十里木高原、呪いの箱「コトリバコ」が見つかった家は市内の別荘、病院のシーンは市福祉保健会館でそれぞれ撮影された。
山梨県はのちに「内容を肯定しているわけではない」としながらも、広報活動には協力している。